# Max Kalbeck

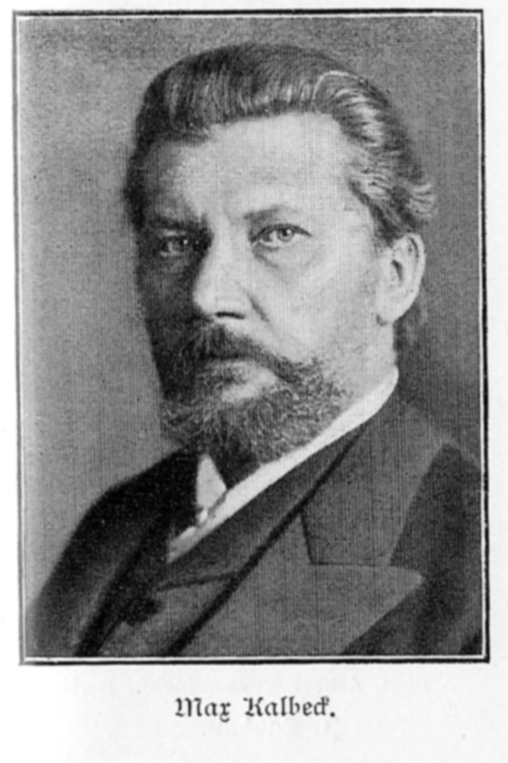
Max Kalbeck

Julius Max Heinrich Kalbeck (* 4. Januar 1850 in Breslau; † 4. Mai 1921 in Wien) war ein deutscher Musikschriftsteller, Musikkritiker und Übersetzer.

## Leben und Leistung

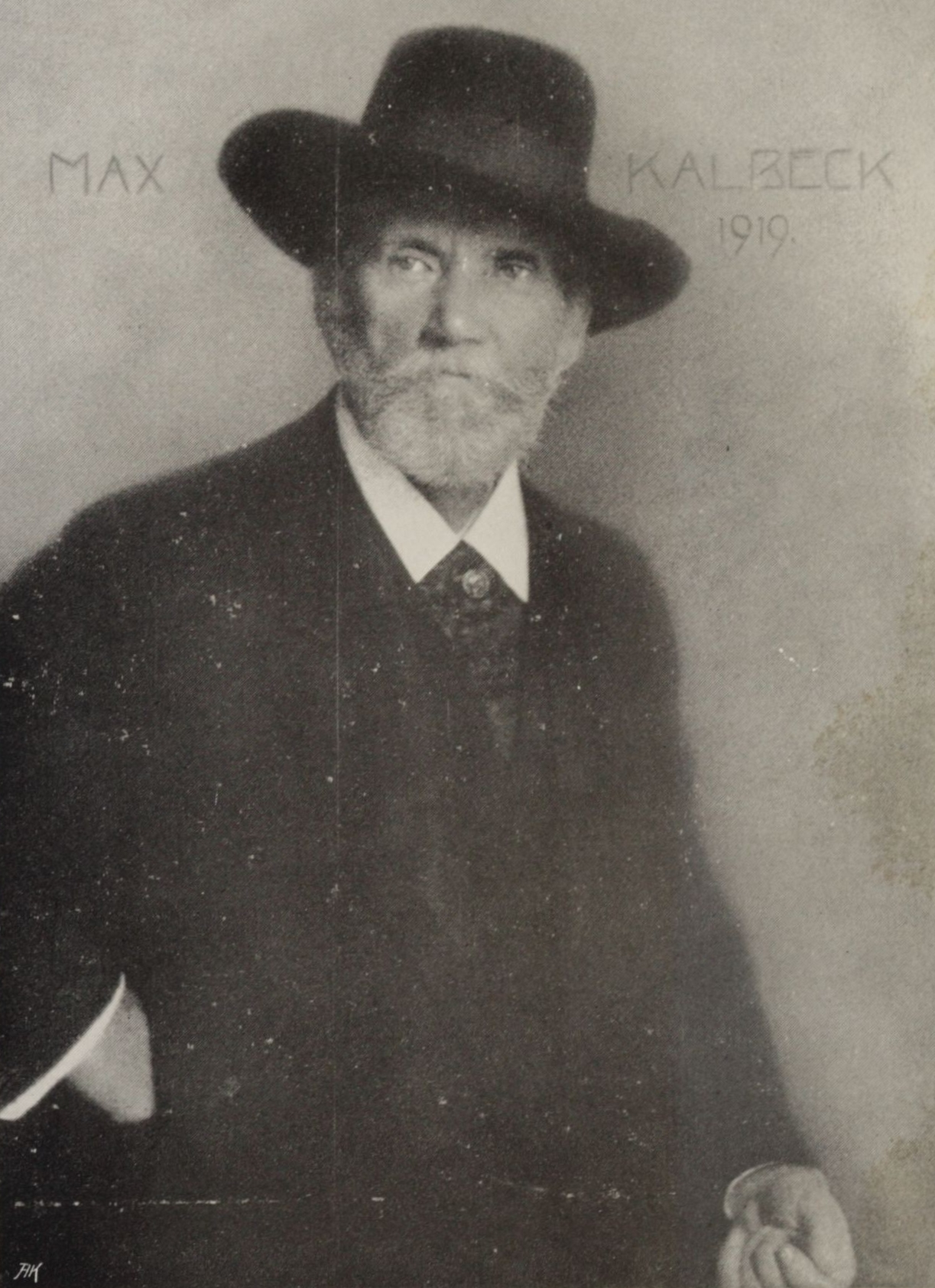
Foto von Franz Löwy, 1919

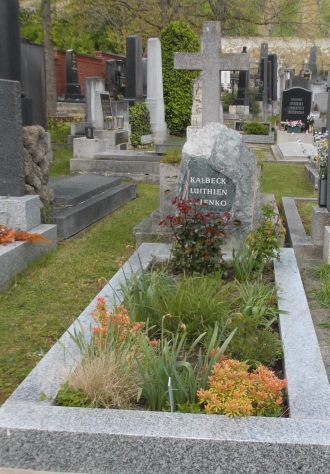
Grabstätte von Max Kalbeck

Max Kalbeck wurde 1861 Sängerknabe in Breslau unter Leopold Damrosch und 1867 Kirchensänger. Von 1860 bis zum Abitur im Jahre 1869 besuchte er das Gymnasium zu St. Maria Magdalena in seiner Heimatstadt. Auf Wunsch des Vaters studierte er anschließend Rechtswissenschaften in Breslau. Während seines Studiums wurde er 1869 Mitglied der Burschenschaft Arminia Breslau. 1872 wechselte er an die Universität München, belegte dort die Fächer Philologie und Philosophie und studierte an der Königlich Bayerischen Musikschule bei Joseph Rheinberger (Komposition), bei Franz Wüllner (Chorgesang, Orchesterspiel Partiturlesen) und bei Josef Walter (Violine). Zurück in Breslau war er ab 1874 zunächst Kunst- und Musikkritiker bei der Schlesischen Zeitung, dann bei der Breslauer Zeitung und anschließend Direktionsassistent am Schlesischen Museum der Bildenden Künste in Breslau. 1880 kam Kalbeck auf Empfehlung von Eduard Hanslick nach Wien, zunächst als Kritiker bei der Wiener Allgemeinen Zeitung, der Presse (1883–1890) und von 1886 bis zu seinem Tode beim Neuen Wiener Tagblatt. Er zeichnete spätestens ab 1881 einen Teil seiner Texte mit „Jeremias Deutlich“. Er wurde zu einem der einflussreichsten Kritiker in Österreich und war, wie Hanslick, ein heftiger Gegner der Musik von Richard Wagner, Anton Bruckner und Hugo Wolf, deren Werke damals der Neudeutschen Schule zugeordnet wurden.
Andererseits wurde Kalbeck, wiederum wie Hanslick, ein enger Freund und Parteigänger von Brahms, den er 1874 kennengelernt hatte. Als wichtigste Leistung gilt seine 1904 bis 1914 veröffentlichte umfangreiche Biographie dieses Komponisten, die bis heute eine wesentliche musikhistorische Quelle darstellt, ungeachtet einiger zeitgebundener Fehler und der teils sehr subjektiv gefärbten Darstellungen. Kalbeck veröffentlichte außerdem mehrere Bände des Brahms’schen Briefwechsels, daneben 1918 den Briefwechsel zwischen den Dichtern Gottfried Keller und Paul Heyse, weiterhin zwei Sammlungen eigener Kritiken.
Neben der Übersetzung von Opernlibretti insbesondere von Tschaikowski, Verdi, Puccini und Smetana verfasste Kalbeck neue Libretti u. a. für Mozarts Bastien und Bastienne und La Finta Giardiniera; weiterhin revidierte er für Gustav Mahlers Produktionen an der Wiener Hofoper diejenigen von Don Giovanni und Le Nozze di Figaro. Kalbeck steuerte außerdem Gedichte für die Lieder in der Operette Jabuka von Johann Strauss (Sohn) bei. Zwei von Kalbecks eigenen Gedichten wurden von Brahms vertont (das Klavierlied Nachtwandler op. 86,3 sowie Letztes Glück op. 104,3 für gemischten Chor a cappella).
Max Kalbecks Sohn ist der Schauspieler und Regisseur Paul Kalbeck.
Im Jahr 1925 wurde in Wien-Währing (18. Bezirk) die Kalbeckgasse nach ihm benannt.
Seine letzte Ruhestätte befindet sich auf dem Heiligenstädter Friedhof (Teil A, Gruppe 3, Nummer 113) in Wien.

## Zeitgenössische Rezeption
Karl Kraus äußerte sich in seiner satirischen Zeitschrift Fackel über Kalbeck auf seine Weise:

„Er hat einige dürftige lyrische Gedichte geschrieben und einige schon wieder verschollene Operettentexte geliefert, hat fremdländische Opern angeblich ins Deutsche übertragen –  Alois Obrist führt in seinen in Lessmann’s Musikzeitung (Berlin-Charlottenburg:) über ‚schlechtes Operndeutsch‘ veröffentlichten Aufsätzen unter den abschreckendsten Beispielen eine erkleckliche Anzahl aus Kalbeck’s Feder an –, hat eine ehrfurchtlose ‚Bearbeitung‘ des Don Juan gewagt, hat wohl auch einigen Musikunterricht genossen und wurde, da er weder zum Dichter noch zum Musiker taugte, Zeitungskritiker für Literatur und Musik. Als solcher trat er in die Reihe der Wiener Beckmesser, die sich von jenem Wagner’s bloß dadurch unterscheiden, daß sie oft nicht einmal die Tabulatur kennen, pflanzte die Anschauungen seines Förderers Hanslick fort, hängte sich, um nicht die Überfuhr zur Unsterblichkeit zu versäumen, an die Frackschöße Johannes Brahms’ und schien gewillt, alles, was neben diesem in Tönen zu empfinden wagte, einer Rache, einer Laune, einem Spaß zu opfern. Denn in diese Wiener Grundstimmung, die ein großes Kunstwerk bedenkenlos für einen kleinen Witz hingibt, hat sich der Breslauer Philister vortrefflich eingelebt.“

## Werke (Auswahl)
- Aus Natur und Leben. Gedichte. Gosohorsky, Breslau 1870 (Digitalisat der 2. Auflage 1873 bei Google Books)
- Wintergrün. Eine Blumensprache in Versen. Gosohorsky, Breslau 1872
- Neue Dichtungen. Gosohorsky, Breslau 1872 (Digitalisat bei Google Books)
- (als Hrsg.:) Ein Deutsches Dichterbuch. Simon, Stuttgart 1873 (Digitalisat bei Google Books)
- Das Bühnenfestspiel zu Bayreuth. Eine kritische Studie. Schletter, Breslau 1876 (Digitalisat der 2. Auflage 1877 bei Google Books)
- Nächte. Lyrische Dichtungen. Verlag der Actien-Gesellschaft „Bote aus dem Riesengebirge“, Hirschberg 1878 (Digitalisat der 2. Auflage 1880 bei Google Books)
- Der einsame See (Sonett). In: Die Gartenlaube, Heft 40 (1878), S. 656
- (als Hrsg.:) Neue Beiträge zur Biographie des Dichters Johann Christian Günther nebst einem Anhange, welcher die wichtigsten handschriftlichen Inedita der Breslauer Stadtbibliothek enthält. Breitkopf & Härtel, Leipzig 1879 (Digitalisat im Internet Archive)
- Zur Dämmerzeit. Gedichte. Breitkopf & Härtel, Leipzig 1881
- (unter dem Pseudonym Jeremias Deutlich:) Gereimtes und Ungereimtes. Skizzen und Epigramme. Freund und Jeckel, Berlin 1885 (Digitalisat bei Google Books)
- Johannes Brahms. 4 Bände (8 Halbbände), 1904–1914; Faksimile-Nachdruck: Schneider, Tutzing 1976 (Volltext bei zeno.org)
- Paul Heyse. Aus der Geschichte einer Freundschaft. Zu Heyses 80. Geburtstage (15. März 1910). In: Westermanns Monatshefte, Jg. 54, Bd. 108/1, Heft 643 (April 1910), S. 113–125 (Digitalisat im Internet Archive)

## Briefe
- Briefwechsel Clara Schumanns mit Maria und Richard Fellinger, Anna Franz geb. Wittgenstein, Max Kalbeck und anderen Korrespondenten in Österreich, hrsg. von Klaus Martin Kopitz, Anselm Eber und Thomas Synofzik (= Schumann-Briefedition, Serie II, Band 4), Köln 2020, S. 599–653